# Класифікація TAS
Класифікація TAS може бути використана для призначення назв багатьом поширеним типам вулканічних порід на основі співвідношення між сумарним вмістом лугу та вмістом кремнезему. Ці хімічні параметри корисні, оскільки відносні пропорції лугів і кремнезему відіграють важливу роль у визначенні фактичної мінералогії та нормативної мінералогії.

## Використання класифікації TAS
Абревіатура TAS походить від «Total Alkali Silica» («сума лугів — кремнезем»).
Перед використанням TAS або будь-якої іншої класифікації слід мати на увазі наступні слова Йоганнсена (1937).
Для вивержених гірських порід було запропоновано різноманітні і незвичайні класифікації. Їх мінливість частково залежить від мети, для якої кожна з них була призначена, а частково від труднощів, що виникають через характеристики самих порід. Біда не в класифікаціях, а в природі, яка не зробила речі впорядкованими (правильними). … Гірські породи необхідно класифікувати, щоб порівняти їх з іншими, описаними раніше, подібного складу та зовнішнього вигляду. Якщо це неможливо зробити на генетичній основі, тоді штучна система має дати відповідь, щоб служити картотекою для описів гірських порід. Хоча це може бути злом, це, принаймні, найменше з кількох зол.
Підзаголовок класифікаційного розділу Йоганнсена (1937) — «Chacun a son goût» («кожному на свій смак»).
Крім того, як обговорювалося досить детально Le Maitre та іншими (2002), класифікація не може бути застосована до всіх вулканічних порід. Деякі гірські породи не можна назвати за допомогою діаграми. Для інших необхідно використовувати додаткові хімічні, мінералогічні або текстурні критерії, як для лампрофірів.
Класифікацію TAS слід застосовувати лише до гірських порід, для яких неможливо визначити мінеральний режим (в іншому випадку використовуйте схему, засновану на мінералогії, таку як діаграма QAPF або подібну). Перш ніж класифікувати гірські породи за допомогою діаграми TAS, результати хімічних аналізів необхідно перенормувати до 100 %, за винятком води та вуглекислого газу.

## Діаграма TAS

Діаграма TAS. Ця версія заснована на координатах, наданих Le Maitre et al. (2002).

Найменування, надані Le Maitre et al. (2002) для полів на діаграмі TAS наведено нижче:
- B (базальт) (для диференціації на різновиди застосовується нормативна мінералогія)
- O1 (базальтовий андезит)
- O2 (андезит)
- O3 (дацит)
- R (ріоліт)
- T (трахіт або трахідацит) (використовується нормативна мінералогію для розрізнення)
- Ph (фоноліт)
- S1 (трахібазальт); натрієвий і калієвий варіанти — гаваїт і калієвий трахібазальт[2]
- S2 (базальтовий трахіандезит); натрієві та калієві варіанти — муджієрит і шошоніт[2]
- S3 (трахіандезит); натрієві та калієві варіанти — бенмореїт і латит[2]
- Pc (пікробазальт)
- U1 (базаніт або тефрит) (використовується нормативна мінералогія для розрізнення)
- U2 (фонотефрит)
- U3 (тефрифоноліт)
- F (фоїдит) (назва відповідно до домінантного польового шпата, якщо це можливо; меліліти також зустрічаються в цій області і можуть бути виділені за додатковими хімічними критеріями)